# Allium chinense
Allium chinense — вид рослин з родини амарилісових (Amaryllidaceae); ендемік Китаю.

## Опис
Цибулини скупчені, вузько-яйцюваті, діаметром (0.5)1–1.5(2) см; оболонка біла, іноді з відтінком червоного. Листки майже рівні стеблині, завширшки 1–3 мм, 3–5-кутові. Стеблина 20–40 см, циліндрична, вкрита листовими піхвами лише в основі. Зонтик ≈ півсферичний, нещільний. Оцвітина від блідо-пурпурної до тьмяно-пурпурної; сегменти від широко еліптичних до майже округлих, 4–6 × 3–4 мм; внутрішні трохи довші, ніж зовнішні. Період цвітіння й плодоношення: Жовтень — листопад.

## Поширення
Ендемік півдня й південного сходу Китаю; культивується в Японії, Кореї, Індонезії, Кубі, Каліфорнії, Гаваях.
Це широко культивований вид, тому його точне природне поширення та екологічні умови не відомі.

## Використання
Екстенсивно культивується в Китаї для його використання в китайській кулінарії.